# Dänischer Fußballpokal 1990/91
Der Dänische Fußballpokal 1990/91 (unter Sponsorenschaft auch BG Bank Cup) war die 37. Austragung des dänischen Pokalwettbewerbs der Männer. Er wurde vom dänischen Fußballverband ausgetragen. Der Pokalsieger musste nach einem 0:0 nach Verlängerung zwischen Odense BK und Aalborg BK in einem Wiederholungsspiel ermittelt werden. Odense gewann dies nach Verlängerung und Elfmeterschießen und wurde zum zweiten Mal dänischer Pokalsieger. Die beiden Endspiele fanden erstmals im Odense Stadion statt.
Das Halbfinale wurde in Hin- und Rückspiel entschieden. In den anderen Runden wurden die Begegnungen in einem Spiel ausgetragen. Bei unentschiedenem Ausgang wurde zur Ermittlung des Siegers eine Verlängerung gespielt. Stand danach kein Sieger fest, folgte ein Elfmeterschießen.

## 1. Runde
Es nahmen 66 Mannschaften von der dritten Klasse abwärts sowie die 14 Zweitligisten teil.

## 2. Runde
Teilnehmer waren die 40 Sieger der ersten Runde und vier Erstligisten.
|                         | Ergebnis              |                 |
| ----------------------- | --------------------- | --------------- |
| AB Gladsaxe             | 1:0                   | Hellerup IK     |
| B 1913 Odense           | 1:1 n. V. (5:4 i. E.) | B 1909 Odense   |
| Ballerup IF             | 3:2                   | Fremad Amager   |
| IF Skjold Birkerød      | 1:3 n. V.             | Hvidovre IF     |
| Brande IF               | 0:2                   | Odense BK       |
| Brøndby IF              | 2:0                   | Tårnby BK       |
| Esbjerg fB              | 3:2                   | Haderslev FK    |
| Helsingør IF            | 2:3 n. V.             | Greve IF        |
| Herning Fremad          | 3:0                   | Hobro IK        |
| FIF Hillerød            | 2:1                   | Lyngby BK       |
| Holstebro BK            | 2:2 n. V. (4:3 i. E.) | Fredericia KFUM |
| Glostrup IF 32          | 4:1 n. V.             | BK Avarta       |
| Kastrup BK              | 3:1                   | Vordingborg IF  |
| Kjøbenhavns Boldklub    | 1:2                   | Ølstykke FC     |
| Odense Kammeraternes SK | 5:0                   | Egebjerg IF     |
| Ringsted IF             | 2:1                   | Vanløse IF      |
| Sønderborg BK           | 1:2                   | Bramming BK     |
| Varde IF                | 1:1 n. V. (8:7 i. E.) | Asaa BK         |
| Viborg FF               | 3:2                   | Nørresundby BK  |
| Østerbros Boldklub      | 0:1                   | Roskilde BK     |
| Aabyhøj IF              | 5:0                   | Aabenraa BK     |
| IK Aalborg Chang        | 2:1                   | Nørre Aaby IK   |

## 3. Runde
Teilnehmer: Die 22 Sieger der zweiten Runde und zehn weitere Vereine aus der 1. Division 1990.
|                         | Ergebnis              |                    |
| ----------------------- | --------------------- | ------------------ |
| AB Gladsaxe             | 2:1                   | Bramming BK        |
| B 1913 Odense           | 2:1 n. V.             | Næstved IF         |
| Ballerup IF             | 2:2 n. V. (2:3 i. E.) | FIF Hillerød       |
| Esbjerg fB              | 2:3                   | Brønshøj BK        |
| Greve IF                | 0:2                   | Viborg FF          |
| Herning Fremad          | 2:3                   | BK Frem Kopenhagen |
| Holstebro BK            | 0:1                   | Hvidovre IF        |
| Ikast FS                | 1:0                   | Silkeborg IF       |
| Kastrup BK              | 2:0                   | Glostrup IF 32     |
| Odense BK               | 5:2                   | Ringsted IF        |
| Odense Kammeraternes SK | 1:3                   | Brøndby IF         |
| Varde IF                | 0:2                   | Aalborg BK         |
| Vejle BK                | 4:1                   | Roskilde BK        |
| Ølstykke FC             | 2:1 n. V.             | Aarhus GF          |
| Aabyhøj IF              | 2:5 n. V.             | Herfølge BK        |
| IK Aalborg Chang        | 1:2                   | B 1903 Kopenhagen  |

## 4. Runde
Teilnehmer: Die 16 Sieger der dritten Runde.
|                   | Ergebnis              |                    |
| ----------------- | --------------------- | ------------------ |
| AB Gladsaxe       | 1:0                   | BK Frem Kopenhagen |
| B 1903 Kopenhagen | 0:1                   | Vejle BK           |
| Brøndby IF        | 5:0                   | FIF Hillerød       |
| Brønshøj BK       | 2:2 n. V. (1:4 i. E.) | Aalborg BK         |
| Herfølge BK       | 1:1 n. V. (6:5 i. E.) | B 1913 Odense      |
| Hvidovre IF       | 1:3                   | Ølstykke FC        |
| Kastrup BK        | 1:2                   | Ikast FS           |
| Odense BK         | 3:1                   | Viborg FF          |

## Viertelfinale
|             | Ergebnis              |             |
| ----------- | --------------------- | ----------- |
| AB Gladsaxe | 2:5                   | Odense BK   |
| Brøndby IF  | 1:0                   | Vejle BK    |
| Ølstykke FC | 1:1 n. V. (3:2 i. E.) | Ikast FS    |
| Aalborg BK  | 5:1                   | Herfølge BK |

## Halbfinale
|            | Gesamt |             | Hinspiel | Rückspiel |
| ---------- | ------ | ----------- | -------- | --------- |
| Odense BK  | 8:0    | Ølstykke FC | 3:0      | 5:0       |
| Aalborg BK | 3:2    | Brøndby IF  | 2:2      | 1:0       |

## Finale
| Paarung        | Odense BK – Aalborg BK |
| Ergebnis       | 0:0 n. V. |
| Datum          | 9. Mai 1991 |
| Stadion        | Odense Stadion, Odense |
| Zuschauer      | 13.212 |
| Schiedsrichter | Svend Erik Christensen |
| Tore           | keine |
| Odense BK      | Lars Høgh – Geoffrey Gray, Johnny Hansen, Thomas Helveg, Steen Nedergaard – Ulrik Moseby, Morten Donnerup, Leon Hansen – Lars Jacobsen (78. Keld Bordinggaard, 87. Brian Christensen), Dan Petersen Cheftrainer: Roald Poulsen                                    |
| Aalborg BK     | Niels Christian Jørgensen – Henrik Vandet Kristensen, Ib Simonsen, Søren Thorst, Torben Boye – Peter Rasmussen, Calle Facius, Henrik Rasmussen (91. Henrik Hansen), Søren Larsen – Jens Jessen (91. Søren Dissing), Peter Møller Cheftrainer: Poul Erik Andreasen |

### Wiederholungsspiel
| Paarung        | Odense BK – Aalborg BK |
| Ergebnis       | 0:0 n. V., 4:3 i. E. |
| Datum          | 14. Juni 1991 |
| Stadion        | Odense Stadion, Odense |
| Zuschauer      | 4.554 |
| Schiedsrichter | John Pålsgård Nielsen |
| Tore           | Elfmeterschießen: 0:1 Ib Simonsen Keld Bordinggaard 0:2 Henrik Rasmussen 1:2 Jacob Harder 1:3 Peter Rasmussen 2:3 Lars Jacobsen Peter Møller 3:3 Morten Donnerup Søren Thorst 4:3 Johnny Hansen                                             |
| Odense BK      | Lars Høgh – Geoffrey Gray, Johnny Hansen, Thomas Helveg, Steen Nedergaard – Ulrik Moseby, Morten Donnerup, Peter Hjorth (95. Jess Thorup) – Lars Jacobsen, Keld Bordinggaard, Dan Petersen (63. Jacob Harder) Cheftrainer: Roald Poulsen    |
| Aalborg BK     | Niels Christian Jørgensen – Henrik Vandet Kristensen, Ib Simonsen, Søren Thorst, Torben Boye – Peter Rasmussen, Calle Facius (91. Kim Sand), Henrik Rasmussen, Henrik Hansen – Søren Dissing, Peter Møller Cheftrainer: Poul Erik Andreasen |